# مفهوم السياسي
مفهوم السياسي (بالألمانية: Der Begriff des Politischen) هو كتابٌ صدر سنة 1932 للفيلسوف والحقوقي الألماني كارل شميت، يناقش فيه ماهية «السياسي» ودوره في العالم الحديث.
صدر العمل في أواخر أيام جمهورية فايمار الألمانية. وانضمَّ شميت إلى الحزب النازي في العام التالي لصدوره.

## الملخّص
يرى شميت أن السياسة تُختَزَل في التمييز الوجودي بين «الصديق» و«العدو».Fairhead 2017 وينبع هذا التصنيف من واقع التنوّع البشري: فالهوّيات والممارسات والمعتقدات وأنماط الحياة قد تتعارض وجوديًّا.
يهاجم شميت النزعة «الليبرالية-الحيادية» و«الطوباوية» التي تتخيّل إمكان نزع الطابع الصراعي عن السياسة، مؤكِّدًا أن الصراع مُتجذِّرٌ في الوجود الإنساني نفسه. ويحاجج بأن اللاهوت الكاثوليكي «التشاؤمي» الواقعي يكشف جوهر الطبيعة البشرية الخاطئة (الخطيئة الأصلية)، وأنَّ تجاهل هذا التشخيص يقود الحركات الراديكالية المعاصرة إلى وَهْمٍ مِسيانيّ.
نُشِر الكتاب أولَ مرّة لدى دار «دنكر وهمبلوت» عام 1932، وهو توسعةٌ لمقالة بالعنوان نفسه ظهرت سنة 1927. أُجريَت على طبعة 1932 تعديلاتٌ جوهريّة أثارت جدلًا واسعًا، ويُعتقَد أنها جاءت ردًّا على نقد ليو شتراوس.

## وصلات خارجية
مراجعة كتاب «مفهوم السياسي» لكارل شميت
لينا لِنْدغرين، قراءة نقدية لطبعة «المفهوم السياسي» بالسويدية (بالسويدية مع ملخّص إنكليزي)